# Hindenburg (Schiff, 1925)
Die Hindenburg war ein Motorrettungsboot der Deutschen Gesellschaft zur Rettung Schiffbrüchiger (DGzRS).
Das Boot mit einem Stahl-Rumpf war im Jahre 1925 von der Lindenau-Werft in  Memel (heute Klaipėda in Litauen) gebaut worden. Es war das erste Motorrettungsboot der DGzRS mit einem Doppelschraubenantrieb. Zwei Motoren von jeweils 45 PS brachten die Hindenburg auf eine Geschwindigkeit von 8 Knoten.
DGzRS-intern trug das Boot die Bezeichnung „KR V“. Der Name wurde nach dem Namen des Reichspräsidenten Paul von Hindenburg gewählt.

## Stationierung
Die Hindenburg war von 1926 bis zur Außerdienststellung im Jahre 1932 auf der Borkum stationiert.